# Valerij Karpin
Valerij Georgievič Karpin (in russo Валерий Георгиевич Карпин?; in estone: Valeri Karpin; Narva, 2 febbraio 1969) è un allenatore di calcio ed ex calciatore sovietico, dal 1991 russo, tecnico della Dinamo Mosca e commissario tecnico della nazionale russa.
Centrocampista, si è ritirato dal calcio professionistico nel 2005 ed è andato a vivere a Vigo, in Spagna, prima di tornare a Mosca nel 2008. Nel 2003 ha ricevuto la cittadinanza estone.

## Carriera

### Club
A livello di club, Karpin ha esordito nei campionati nazionali sovietici nelle file dello Sport Tallinn, che militava in Vtoraja Liga, terza serie del calcio sovietico.
Nel 1988 salì di categoria passando al CSKA Mosca, squadra che militava in Pervaja Liga; l'anno seguente passò Fakel Voronež, dove rimase un solo anno, sempre in Pervaja Liga.
Dal 1990 esordì in Vysšaja Liga (massima serie del campionato sovietico) trasferendosi allo Spartak Mosca: rimase con i moscoviti fino al 1994, vincendo una Coppa dell'URSS e i primi due campionati russi.
Dal 1994 cominciò la sua avventura in Spagna, prima con la Real Sociedad (fino al 1996), poi al Valencia (nella sola stagione 1996-1997) e, quindi, nel Celta Vigo (dal 1997 al 2002). Chiuse la sua avventura in Spagna nuovamente alla Real Sociedad, disputandovi altre tre stagioni, fino al 2005
È stato eletto Calciatore russo dell'anno nel 1999.

### Nazionale
Per la nazionale maggiore russa è stato convocato 72 volte, segnando 17 reti, ma in precedenza era stato convocato anche una volta per la Nazionale di calcio della Comunità degli Stati Indipendenti, giocando una partita amichevole contro l'Inghilterra, entrando nella mezz'ora conclusiva al posto di Andrej Kančel'skis.
Ha segnato il primo gol della Russia dopo la disgregazione dell'Unione Sovietica, nella partita vinta per 2-0 contro il Messico il 17 agosto 1992. Karpin ha giocato con la maglia russa ai mondiali di calcio di USA 1994 e Giappone e Corea 2002 e agli Europei del 1996.

## Dopo il ritiro

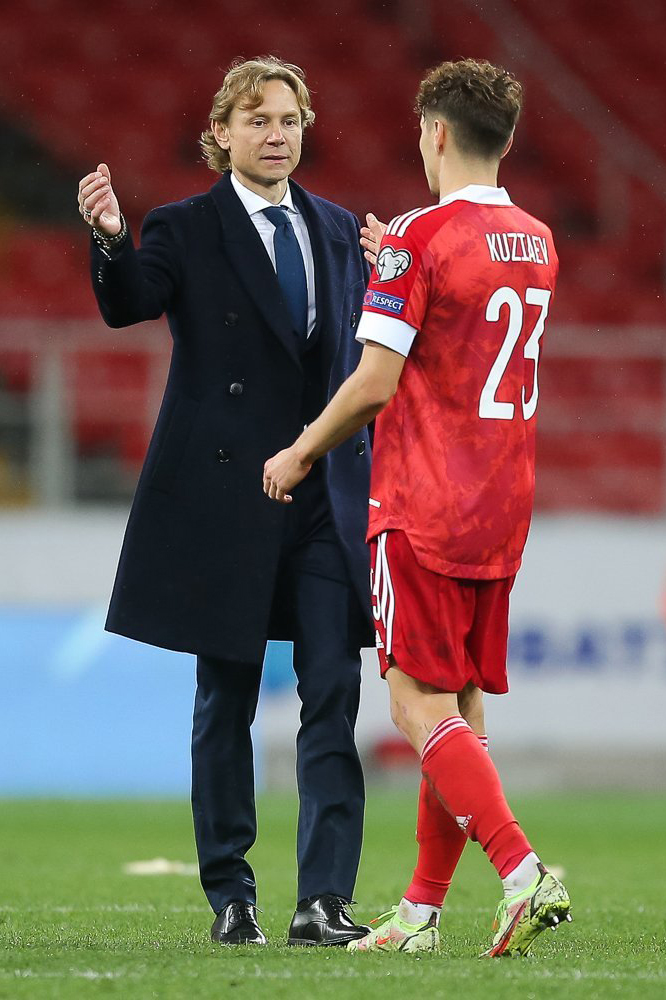
Karpin, CT della Russia, nel 2021 con Daler Kuzjaev

Nel 2007 Karpin ha fondato ed è divenuto proprietario della squadra di ciclismo su strada Karpin-Galicia. Si è anche dedicato ad attività immobiliari insieme all'ex compagno nel Celta Vigo Míchel Salgado.
Nell'agosto 2008 è divenuto direttore generale dello Spartak Mosca e nell'aprile 2009 ne è diventato l'allenatore, sostituendo l'esonerato Michael Laudrup. Nonostante il contratto sino al 2012, il 18 aprile 2012 decide di rassegnare le sue dimissioni, rimanendo comunque con la carica di direttore generale del club moscovita.
Il suo allontanamento dura però pochi mesi: Unai Emery che aveva preso il suo posto, infatti, viene esonerato il 25 novembre 2012 e Karpin torna alla guida dello Spartak.
Il 23 luglio 2021 firma con la nazionale maggiore russa. Il 2 agosto seguente lascia la panchina del Rostov, per assumere a tempo pieno la guida della selezione russa.

## Statistiche

### Cronologia presenze e reti in nazionale

#### Comunità degli Stati Indipendenti
| Cronologia completa delle presenze e delle reti in nazionale ― Comunità degli Stati Indipendenti | Cronologia completa delle presenze e delle reti in nazionale ― Comunità degli Stati Indipendenti | Cronologia completa delle presenze e delle reti in nazionale ― Comunità degli Stati Indipendenti | Cronologia completa delle presenze e delle reti in nazionale ― Comunità degli Stati Indipendenti | Cronologia completa delle presenze e delle reti in nazionale ― Comunità degli Stati Indipendenti | Cronologia completa delle presenze e delle reti in nazionale ― Comunità degli Stati Indipendenti | Cronologia completa delle presenze e delle reti in nazionale ― Comunità degli Stati Indipendenti | Cronologia completa delle presenze e delle reti in nazionale ― Comunità degli Stati Indipendenti |
| Data                                                                                             | Città                                                                                            | In casa                                                                                          | Risultato                                                                                        | Ospiti                                                                                           | Competizione                                                                                     | Reti                                                                                             | Note                                                                                             |
| ------------------------------------------------------------------------------------------------ | ------------------------------------------------------------------------------------------------ | ------------------------------------------------------------------------------------------------ | ------------------------------------------------------------------------------------------------ | ------------------------------------------------------------------------------------------------ | ------------------------------------------------------------------------------------------------ | ------------------------------------------------------------------------------------------------ | ------------------------------------------------------------------------------------------------ |
| 29-4-1992                                                                                        | Mosca                                                                                            | Comunità degli Stati Indipendenti                                                                | 2 – 2                                                                                            | Inghilterra                                                                                      | Amichevole                                                                                       | -                                                                                                | 63’                                                                                              |
| Totale                                                                                           |                                                                                                  | Presenze                                                                                         | 1                                                                                                |                                                                                                  | Reti                                                                                             | 0                                                                                                |                                                                                                  |

#### Russia
| Cronologia completa delle presenze e delle reti in nazionale ― Russia | Cronologia completa delle presenze e delle reti in nazionale ― Russia | Cronologia completa delle presenze e delle reti in nazionale ― Russia | Cronologia completa delle presenze e delle reti in nazionale ― Russia | Cronologia completa delle presenze e delle reti in nazionale ― Russia | Cronologia completa delle presenze e delle reti in nazionale ― Russia | Cronologia completa delle presenze e delle reti in nazionale ― Russia | Cronologia completa delle presenze e delle reti in nazionale ― Russia |
| Data                                                                  | Città                                                                 | In casa                                                               | Risultato                                                             | Ospiti                                                                | Competizione                                                          | Reti                                                                  | Note                                                                  |
| --------------------------------------------------------------------- | --------------------------------------------------------------------- | --------------------------------------------------------------------- | --------------------------------------------------------------------- | --------------------------------------------------------------------- | --------------------------------------------------------------------- | --------------------------------------------------------------------- | --------------------------------------------------------------------- |
| 16-8-1992                                                             | Mosca                                                                 | Russia                                                                | 2 – 0                                                                 | Messico                                                               | Amichevole                                                            | 1                                                                     |                                                                       |
| 14-10-1992                                                            | Mosca                                                                 | Russia                                                                | 1 – 0                                                                 | Islanda                                                               | Qual. Mondiali 1994                                                   | -                                                                     |                                                                       |
| 28-10-1992                                                            | Mosca                                                                 | Russia                                                                | 2 – 0                                                                 | Lussemburgo                                                           | Qual. Mondiali 1994                                                   | -                                                                     |                                                                       |
| 13-2-1993                                                             | Orlando                                                               | Stati Uniti                                                           | 0 – 1                                                                 | Russia                                                                | Amichevole                                                            | -                                                                     |                                                                       |
| 17-2-1993                                                             | Pasadena                                                              | El Salvador                                                           | 1 – 2                                                                 | Russia                                                                | Amichevole                                                            | -                                                                     | 46’                                                                   |
| 21-2-1993                                                             | Palo Alto                                                             | Stati Uniti                                                           | 0 – 0                                                                 | Russia                                                                | Amichevole                                                            | -                                                                     |                                                                       |
| 24-3-1993                                                             | Ramat Gan                                                             | Israele                                                               | 2 – 2                                                                 | Russia                                                                | Amichevole                                                            | -                                                                     |                                                                       |
| 28-7-1993                                                             | Cannes                                                                | Francia                                                               | 3 – 1                                                                 | Russia                                                                | Amichevole                                                            | -                                                                     | 70’                                                                   |
| 6-10-1993                                                             | Al Khobar                                                             | Arabia Saudita                                                        | 4 – 2                                                                 | Russia                                                                | Amichevole                                                            | -                                                                     | 63’                                                                   |
| 20-6-1994                                                             | Stanford                                                              | Brasile                                                               | 2 – 0                                                                 | Russia                                                                | Mondiali 1994 - 1º turno                                              | -                                                                     |                                                                       |
| 24-6-1994                                                             | Pontiac                                                               | Svezia                                                                | 3 – 1                                                                 | Russia                                                                | Mondiali 1994 - 1º turno                                              | -                                                                     | 40’                                                                   |
| 28-6-1994                                                             | Stanford                                                              | Camerun                                                               | 1 – 6                                                                 | Russia                                                                | Mondiali 1994 - 1º turno                                              | -                                                                     | 57’                                                                   |
| 7-9-1994                                                              | Mosca                                                                 | Russia                                                                | 0 – 1                                                                 | Germania                                                              | Amichevole                                                            | -                                                                     | 46’                                                                   |
| 12-10-1994                                                            | Mosca                                                                 | Russia                                                                | 4 – 0                                                                 | San Marino                                                            | Qual. Euro 1996                                                       | 1                                                                     |                                                                       |
| 16-11-1994                                                            | Glasgow                                                               | Scozia                                                                | 1 – 1                                                                 | Russia                                                                | Qual. Euro 1996                                                       | -                                                                     |                                                                       |
| 8-3-1995                                                              | Košice                                                                | Slovacchia                                                            | 2 – 1                                                                 | Russia                                                                | Amichevole                                                            | 1                                                                     |                                                                       |
| 29-3-1995                                                             | Mosca                                                                 | Russia                                                                | 0 – 0                                                                 | Scozia                                                                | Qual. Euro 1996                                                       | -                                                                     |                                                                       |
| 26-4-1995                                                             | Salonicco                                                             | Grecia                                                                | 0 – 3                                                                 | Russia                                                                | Qual. Euro 1996                                                       | -                                                                     |                                                                       |
| 31-5-1995                                                             | Belgrado                                                              | Jugoslavia                                                            | 1 – 2                                                                 | Russia                                                                | Amichevole                                                            | 1                                                                     |                                                                       |
| 7-6-1995                                                              | Serravalle                                                            | San Marino                                                            | 0 – 7                                                                 | Russia                                                                | Qual. Euro 1996                                                       | -                                                                     |                                                                       |
| 16-8-1995                                                             | Helsinki                                                              | Finlandia                                                             | 0 – 6                                                                 | Russia                                                                | Qual. Euro 1996                                                       | 1                                                                     | 52’ 60’                                                               |
| 11-10-1995                                                            | Mosca                                                                 | Russia                                                                | 2 – 1                                                                 | Grecia                                                                | Qual. Euro 1996                                                       | -                                                                     | 75’                                                                   |
| 15-11-1995                                                            | Mosca                                                                 | Russia                                                                | 3 – 1                                                                 | Finlandia                                                             | Qual. Euro 1996                                                       | -                                                                     | 75’                                                                   |
| 7-2-1996                                                              | Ta' Qali                                                              | Malta                                                                 | 0 – 2                                                                 | Russia                                                                | Torneo di Malta 1996                                                  | 1                                                                     |                                                                       |
| 9-2-1996                                                              | Ta' Qali                                                              | Islanda                                                               | 0 – 3                                                                 | Russia                                                                | Torneo di Malta 1996                                                  | 2                                                                     |                                                                       |
| 27-3-1996                                                             | Dublino                                                               | Irlanda                                                               | 0 – 2                                                                 | Russia                                                                | Amichevole                                                            | -                                                                     |                                                                       |
| 24-4-1996                                                             | Bruxelles                                                             | Belgio                                                                | 0 – 0                                                                 | Russia                                                                | Amichevole                                                            | -                                                                     |                                                                       |
| 25-5-1996                                                             | Doha                                                                  | Qatar                                                                 | 2 – 5                                                                 | Russia                                                                | Amichevole                                                            | -                                                                     | 59’                                                                   |
| 29-5-1996                                                             | Mosca                                                                 | Russia                                                                | 1 – 0                                                                 | Emirati Arabi Uniti                                                   | Amichevole                                                            | -                                                                     |                                                                       |
| 2-6-1996                                                              | Mosca                                                                 | Russia                                                                | 2 – 0                                                                 | Polonia                                                               | Amichevole                                                            | -                                                                     |                                                                       |
| 11-6-1996                                                             | Liverpool                                                             | Italia                                                                | 2 – 1                                                                 | Russia                                                                | Euro 1996 - 1º turno                                                  | -                                                                     | 63’                                                                   |
| 16-6-1996                                                             | Manchester                                                            | Russia                                                                | 0 – 3                                                                 | Germania                                                              | Euro 1996 - 1º turno                                                  | -                                                                     | 46’                                                                   |
| 19-6-1996                                                             | Liverpool                                                             | Russia                                                                | 3 – 3                                                                 | Rep. Ceca                                                             | Euro 1996 - 1º turno                                                  | 1                                                                     | cap.                                                                  |
| 9-10-1996                                                             | Tel Aviv                                                              | Israele                                                               | 1 – 1                                                                 | Russia                                                                | Qual. Mondiali 1998                                                   | -                                                                     |                                                                       |
| 10-11-1996                                                            | Lussemburgo                                                           | Lussemburgo                                                           | 0 – 4                                                                 | Russia                                                                | Qual. Mondiali 1998                                                   | 1                                                                     |                                                                       |
| 12-3-1997                                                             | Belgrado                                                              | Jugoslavia                                                            | 0 – 0                                                                 | Russia                                                                | Amichevole                                                            | -                                                                     |                                                                       |
| 29-3-1997                                                             | Paralimni                                                             | Cipro                                                                 | 1 – 1                                                                 | Russia                                                                | Qual. Mondiali 1998                                                   | -                                                                     |                                                                       |
| 19-8-1998                                                             | Örebro                                                                | Svezia                                                                | 2 – 1                                                                 | Russia                                                                | Amichevole                                                            | -                                                                     | 46’                                                                   |
| 5-9-1998                                                              | Kiev                                                                  | Ucraina                                                               | 3 – 2                                                                 | Russia                                                                | Qual. Euro 2000                                                       | -                                                                     | 71’                                                                   |
| 23-9-1998                                                             | Granada                                                               | Spagna                                                                | 1 – 0                                                                 | Russia                                                                | Amichevole                                                            | -                                                                     |                                                                       |
| 10-10-1998                                                            | Mosca                                                                 | Russia                                                                | 2 – 3                                                                 | Francia                                                               | Qual. Euro 2000                                                       | -                                                                     |                                                                       |
| 14-10-1998                                                            | Reykjavík                                                             | Islanda                                                               | 1 – 0                                                                 | Russia                                                                | Qual. Euro 2000                                                       | -                                                                     | 59’                                                                   |
| 27-3-1999                                                             | Erevan                                                                | Armenia                                                               | 0 – 3                                                                 | Russia                                                                | Qual. Euro 2000                                                       | 2                                                                     |                                                                       |
| 31-3-1999                                                             | Mosca                                                                 | Russia                                                                | 6 – 1                                                                 | Andorra                                                               | Qual. Euro 2000                                                       | -                                                                     |                                                                       |
| 19-5-1999                                                             | Tula                                                                  | Russia                                                                | 1 – 1                                                                 | Bielorussia                                                           | Amichevole                                                            | -                                                                     | 33’                                                                   |
| 5-6-1999                                                              | Saint-Denis                                                           | Francia                                                               | 2 – 3                                                                 | Russia                                                                | Qual. Euro 2000                                                       | 1                                                                     |                                                                       |
| 9-6-1999                                                              | Mosca                                                                 | Russia                                                                | 1 – 0                                                                 | Islanda                                                               | Qual. Euro 2000                                                       | 1                                                                     | 44’                                                                   |
| 18-8-1999                                                             | Minsk                                                                 | Bielorussia                                                           | 0 – 2                                                                 | Russia                                                                | Amichevole                                                            | -                                                                     | 46’                                                                   |
| 4-9-1999                                                              | Mosca                                                                 | Russia                                                                | 2 – 0                                                                 | Armenia                                                               | Qual. Euro 2000                                                       | 1                                                                     |                                                                       |
| 8-9-1999                                                              | Andorra la Vella                                                      | Andorra                                                               | 1 – 2                                                                 | Russia                                                                | Qual. Euro 2000                                                       | -                                                                     | 61’                                                                   |
| 9-10-1999                                                             | Mosca                                                                 | Russia                                                                | 1 – 1                                                                 | Ucraina                                                               | Qual. Euro 2000                                                       | 1                                                                     |                                                                       |
| 26-4-2000                                                             | Mosca                                                                 | Russia                                                                | 2 – 0                                                                 | Stati Uniti                                                           | Amichevole                                                            | 1                                                                     | cap.                                                                  |
| 16-8-2000                                                             | Mosca                                                                 | Russia                                                                | 1 – 0                                                                 | Israele                                                               | Amichevole                                                            | -                                                                     |                                                                       |
| 2-9-2000                                                              | Zurigo                                                                | Svizzera                                                              | 0 – 1                                                                 | Russia                                                                | Qual. Mondiali 2002                                                   | -                                                                     |                                                                       |
| 11-10-2000                                                            | Mosca                                                                 | Russia                                                                | 3 – 0                                                                 | Lussemburgo                                                           | Qual. Mondiali 2002                                                   | -                                                                     |                                                                       |
| 28-2-2001                                                             | Heraklion                                                             | Grecia                                                                | 3 – 3                                                                 | Russia                                                                | Amichevole                                                            | -                                                                     | cap. 46’                                                              |
| 24-3-2001                                                             | Mosca                                                                 | Russia                                                                | 1 – 1                                                                 | Slovenia                                                              | Qual. Mondiali 2002                                                   | -                                                                     | 72’                                                                   |
| 28-3-2001                                                             | Mosca                                                                 | Russia                                                                | 1 – 0                                                                 | Fær Øer                                                               | Qual. Mondiali 2002                                                   | -                                                                     |                                                                       |
| 2-6-2001                                                              | Mosca                                                                 | Russia                                                                | 1 – 1                                                                 | Jugoslavia                                                            | Qual. Mondiali 2002                                                   | -                                                                     |                                                                       |
| 6-6-2001                                                              | Lussemburgo                                                           | Lussemburgo                                                           | 1 – 2                                                                 | Russia                                                                | Qual. Mondiali 2002                                                   | 1                                                                     |                                                                       |
| 15-8-2001                                                             | Mosca                                                                 | Russia                                                                | 0 – 0                                                                 | Grecia                                                                | Amichevole                                                            | -                                                                     | 46’                                                                   |
| 1-9-2001                                                              | Lubiana                                                               | Slovenia                                                              | 2 – 1                                                                 | Russia                                                                | Qual. Mondiali 2002                                                   | -                                                                     |                                                                       |
| 5-9-2001                                                              | Tórshavn                                                              | Fær Øer                                                               | 0 – 3                                                                 | Russia                                                                | Qual. Mondiali 2002                                                   | -                                                                     | 55’                                                                   |
| 14-11-2001                                                            | Riga                                                                  | Lettonia                                                              | 1 – 3                                                                 | Russia                                                                | Amichevole                                                            | -                                                                     | 63’                                                                   |
| 13-2-2002                                                             | Dublino                                                               | Irlanda                                                               | 2 – 0                                                                 | Russia                                                                | Amichevole                                                            | -                                                                     |                                                                       |
| 27-3-2002                                                             | Tallinn                                                               | Estonia                                                               | 2 – 1                                                                 | Russia                                                                | Amichevole                                                            | -                                                                     | 46’                                                                   |
| 17-4-2002                                                             | Saint-Denis                                                           | Francia                                                               | 0 – 0                                                                 | Russia                                                                | Amichevole                                                            | -                                                                     | 72’                                                                   |
| 19-5-2002                                                             | Mosca                                                                 | Russia                                                                | 1 – 1 dts (5 – 6 dtr)                                                 | Jugoslavia                                                            | LG Cup 2002 (Russia) - Finale 3º posto                                | -                                                                     |                                                                       |
| 5-6-2002                                                              | Kōbe                                                                  | Russia                                                                | 2 – 0                                                                 | Tunisia                                                               | Mondiali 2002 - 1º turno                                              | -                                                                     |                                                                       |
| 9-6-2002                                                              | Yokohama                                                              | Giappone                                                              | 1 – 0                                                                 | Russia                                                                | Mondiali 2002 - 1º turno                                              | -                                                                     |                                                                       |
| 14-6-2002                                                             | Shizuoka                                                              | Belgio                                                                | 3 – 2                                                                 | Russia                                                                | Mondiali 2002 - 1º turno                                              | -                                                                     | 83’                                                                   |
| 12-2-2003                                                             | Limassol                                                              | Cipro                                                                 | 0 – 1                                                                 | Russia                                                                | Torneo di Cipro                                                       | -                                                                     | 62’                                                                   |
| Totale                                                                |                                                                       | Presenze (9º posto)                                                   | 72                                                                    |                                                                       | Reti (7º posto)                                                       | 17                                                                    |                                                                       |

### Statistiche da allenatore
Statistiche aggiornate al 14 novembre 2021.
| Squadra | Naz               | dal               | al        | Record | Record | Record | Record     | Record | Record | Record | Record |
| G       | V                 | N                 | P         | GF     | GS     | DR     | % Vittorie |        |        |        |        |
| ------- | ----------------- | ----------------- | --------- | ------ | ------ | ------ | ---------- | ------ | ------ | ------ | ------ |
| Russia  | Russia (bandiera) | 1º settembre 2021 | in carica | 18     | 11     | 6      | 1          | 38     | 7      | +31    | 61,11  |

#### Nazionale nel dettaglio
| 2021          | Russia        | Qual. Mondiale 2022 | 2º nel Gruppo H, squalificato dai play off | 7  | 5  | 1 | 1 | 71,43 | 13 | 2 | +11 |
| Dal 2021      | Russia        | Amichevoli          |                                            | 11 | 6  | 5 | 0 | 54,55 | 25 | 5 | +20 |
| Totale Russia | Totale Russia | Totale Russia       | Totale Russia                              | 18 | 11 | 6 | 1 | 61,11 | 38 | 7 | +31 |

#### Panchine da commissario tecnico della nazionale russa
| Cronologia completa delle presenze e delle reti in nazionale ― Russia | Cronologia completa delle presenze e delle reti in nazionale ― Russia | Cronologia completa delle presenze e delle reti in nazionale ― Russia | Cronologia completa delle presenze e delle reti in nazionale ― Russia | Cronologia completa delle presenze e delle reti in nazionale ― Russia | Cronologia completa delle presenze e delle reti in nazionale ― Russia | Cronologia completa delle presenze e delle reti in nazionale ― Russia | Cronologia completa delle presenze e delle reti in nazionale ― Russia |
| Data                                                                  | Città                                                                 | In casa                                                               | Risultato                                                             | Ospiti                                                                | Competizione                                                          | Reti                                                                  | Note                                                                  |
| --------------------------------------------------------------------- | --------------------------------------------------------------------- | --------------------------------------------------------------------- | --------------------------------------------------------------------- | --------------------------------------------------------------------- | --------------------------------------------------------------------- | --------------------------------------------------------------------- | --------------------------------------------------------------------- |
| 1-9-2021                                                              | Mosca                                                                 | Russia                                                                | 0 – 0                                                                 | Croazia                                                               | Qual. Mondiali 2022                                                   | -                                                                     |                                                                       |
| 4-9-2021                                                              | Nicosia                                                               | Cipro                                                                 | 0 – 2                                                                 | Russia                                                                | Qual. Mondiali 2022                                                   | -                                                                     |                                                                       |
| 7-9-2021                                                              | Mosca                                                                 | Russia                                                                | 2 – 0                                                                 | Malta                                                                 | Qual. Mondiali 2022                                                   | -                                                                     |                                                                       |
| 8-10-2021                                                             | Kazan'                                                                | Russia                                                                | 1 – 0                                                                 | Slovacchia                                                            | Qual. Mondiali 2022                                                   | -                                                                     |                                                                       |
| 11-10-2021                                                            | Maribor                                                               | Slovenia                                                              | 1 – 2                                                                 | Russia                                                                | Qual. Mondiali 2022                                                   | -                                                                     |                                                                       |
| 11-11-2021                                                            | San Pietroburgo                                                       | Russia                                                                | 6 – 0                                                                 | Cipro                                                                 | Qual. Mondiali 2022                                                   | -                                                                     |                                                                       |
| 14-11-2021                                                            | Spalato                                                               | Croazia                                                               | 1 – 0                                                                 | Russia                                                                | Qual. Mondiali 2022                                                   | -                                                                     |                                                                       |
| 24-9-2022                                                             | Bishkek                                                               | Kirghizistan                                                          | 1 – 2                                                                 | Russia                                                                | Amichevole                                                            | -                                                                     |                                                                       |
| 17-11-2022                                                            | Dushanbe                                                              | Tagikistan                                                            | 0 – 0                                                                 | Russia                                                                | Amichevole                                                            | -                                                                     |                                                                       |
| 20-11-2022                                                            | Tashkent                                                              | Uzbekistan                                                            | 0 – 0                                                                 | Russia                                                                | Amichevole                                                            | -                                                                     |                                                                       |
| 23-3-2023                                                             | Teheran                                                               | Iran                                                                  | 1 – 1                                                                 | Russia                                                                | Amichevole                                                            | -                                                                     |                                                                       |
| 26-3-2023                                                             | San Pietroburgo                                                       | Russia                                                                | 2 – 0                                                                 | Iraq                                                                  | Amichevole                                                            | -                                                                     |                                                                       |
| 12-9-2023                                                             | Al Wakrah                                                             | Qatar                                                                 | 1 – 1                                                                 | Russia                                                                | Amichevole                                                            | -                                                                     |                                                                       |
| 12-10-2023                                                            | Mosca                                                                 | Russia                                                                | 1 – 0                                                                 | Camerun                                                               | Amichevole                                                            | -                                                                     |                                                                       |
| 16-10-2023                                                            | Antalya                                                               | Kenya                                                                 | 2 – 2                                                                 | Russia                                                                | Amichevole                                                            | -                                                                     |                                                                       |
| 20-11-2023                                                            | Volgograd                                                             | Russia                                                                | 8 – 0                                                                 | Cuba                                                                  | Amichevole                                                            | -                                                                     |                                                                       |
| 21-3-2024                                                             | Mosca                                                                 | Russia                                                                | 4 – 0                                                                 | Serbia                                                                | Amichevole                                                            | -                                                                     |                                                                       |
| 7-6-2024                                                              | Minsk                                                                 | Bielorussia                                                           | 0 – 4                                                                 | Russia                                                                | Amichevole                                                            | -                                                                     |                                                                       |
| Totale                                                                |                                                                       | Presenze                                                              | 18                                                                    |                                                                       | Reti                                                                  | 38                                                                    |                                                                       |

## Palmarès

### Giocatore

#### Competizioni nazionali
- Campionato russo: 3

Spartak Mosca: 1992, 1993, 1994
- Coppa dell'Unione Sovietica: 1

Spartak Mosca: 1991-1992
- Coppa di Russia: 1

Spartak Mosca: 1993-1994

#### Competizioni internazionali
- Coppa dei Campioni della CSI: 2

Spartak Mosca: 1993, 1994
- Coppa Intertoto UEFA: 1

Celta Vigo: 2000